# رازیان (کرمانشاه)
رازیان (کرمانشاه)، روستایی از توابع بخش مرکزی شهرستان کرمانشاه در استان کرمانشاه ایران است.

## جمعیت
این روستا در دهستان رازآور قرار دارد و براساس سرشماری مرکز آمار ایران در سال ۱۳۸۵، جمعیت آن ۸۶۰ نفر (۱۶۲خانوار) بوده‌است. مردم این روستا کرد هستند و به زبان کردی کلهری به لهجه بیلواری تکلم می‌کنند.

## جغرافیا
فاصله این روستا تا شهر کرمانشاه حدود ۵۶ کیلومتر و تا شهر کامیاران ۱۱ کیلومتر است. ارتفاع از سطح دریا ۱۴۰۰ متر است. این روستا از سمت جنوب به کوه‌های آژوان و رودخانه رازآور از شمال به کوهای سیاه کمر و از غرب به روستای چشمه کبود و از شرق به روستای دولتیار محدود می‌شود.